# Старые Кены
Старые Кены — деревня в Завьяловском районе Удмуртии, входящая в Каменское сельское поселение. Расположена в 17 км к югу от центра Ижевска. Через деревню протекает река Старая Кенка, левый приток Ижа.

## История
Деревня Кен упоминается в Ландратской переписи 1716 года, где она относится к сотне Пронки Янмурзина Арской Даруги.
До революции деревня входила в состав Сарапульского уезда Вятской губернии. По данным десятой ревизии в 1859 году в 34 дворах казённой деревни Кен старый при ключе Шатуре проживал 261 человек, работала мельница.
При образовании Вотской АО, Старые Кены стали центром Старокенского сельсовета Завьяловской волости, позже — Ижевского района. В 1936 году Старокенский сельсовет передаётся в состав вновь образованного Завьяловского района. В 1970 году Старокенский сельсовет преобразован в Каменский с перенесением центра из Старых Кен в Каменное.
С 2014 года в деревне реализуются различные проекты комплексной застройки, такие как «Чешская деревня», микрорайоны: «Лесной», «Лесной-2», «Яркий», «Яркий-2».

## Население
| 2010 | 2012 |
| ---- | ---- |
| 358  | ↗379 |

## Социальная сфера
В деревне работает детский сад, филиал МОУ «Каменская СОШ».

## Улицы
- Берлинская
- Варшавская
- Венская
- Еловая
- Заречная
- Кенская
- Лесная
- Механизаторов
- Мира
- Молодёжная
- Московская
- Нагорная
- Орехова
- Олимпийская
- Парижская
- Полевая
- Пражская
- Прудовая
- Раздольная
- Римская
- Садовая
- Сосновая
- Таллинская
- Школьная
- Ясная

## География
На территории деревни протекают реки Старая Кенка и Шашур.